# Jefferson Township (St. Louis County, Missouri)
Die Jefferson Township ist eine von 28 Townships im St. Louis County im Osten des US-amerikanischen Bundesstaates Missouri und Bestandteil der Metropolregion Greater St. Louis. Das U.S. Census Bureau hat bei der Volkszählung 2020 eine Einwohnerzahl von 37.383 ermittelt.

## Geografie
Die Jefferson Township liegt im südwestlichen Vorortbereich von St. Louis. Der Mississippi, der die Grenze zu Illinois bildet, verläuft rund 6 km östlich.
Die Jefferson Township liegt auf 38° 36′ N, 90° 21′ W und erstreckt sich über 22,8 km².
Die Jefferson Township liegt im mittleren Südosten des St. Louis County und grenzt östlich an die Stadt St. Louis. Innerhalb des St. Louis County grenzt die Jefferson Township im Süden an die Gravois Township, im Westen an die Bonhomme Township, im Norden und Nordwesten an die Clayton Township sowie im Nordosten an die Hadley Township.

## Verkehr

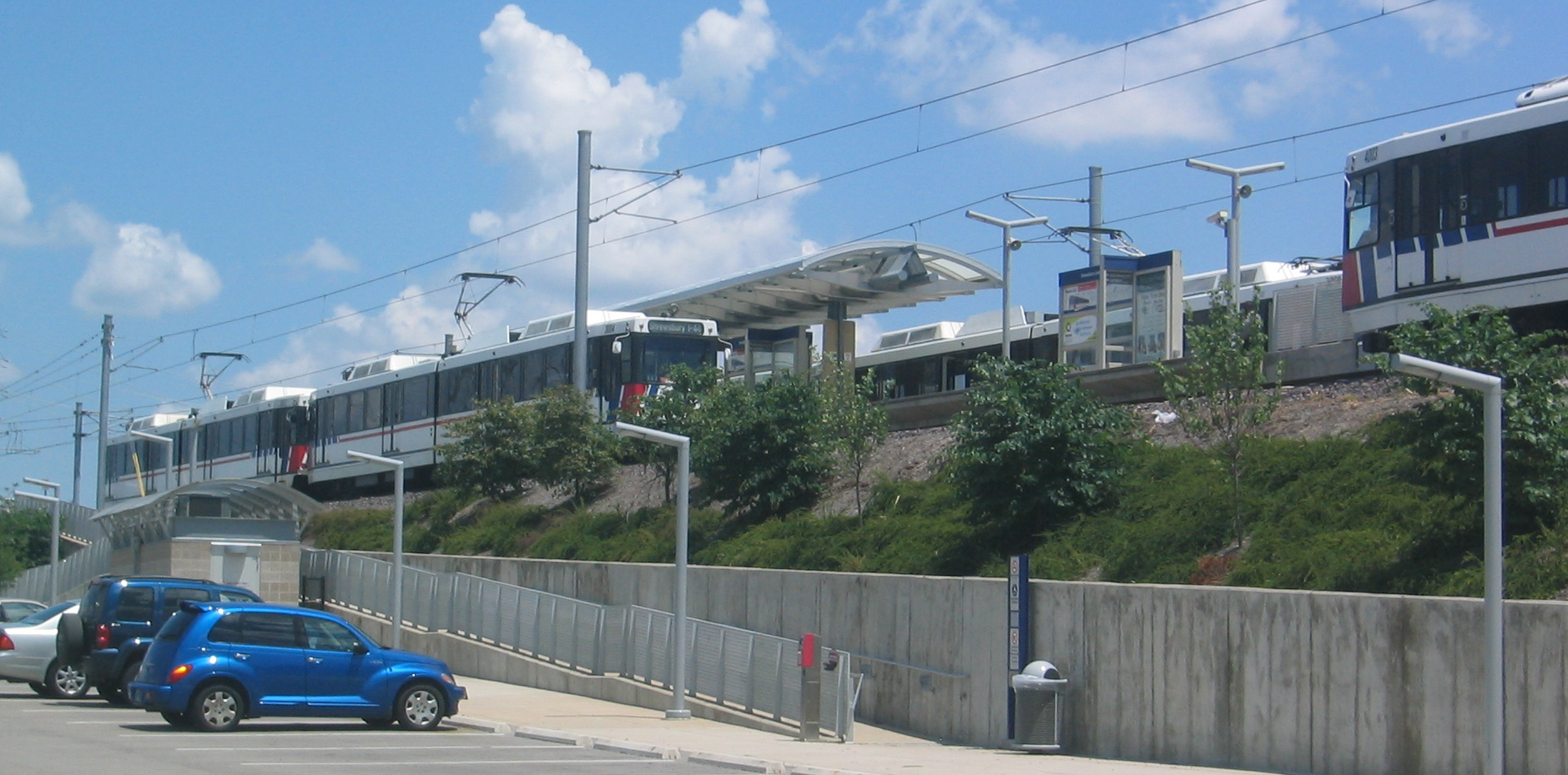
MetroLink-Endstadtion in Shrewsbury

Die Interstate 44, die St. Louis mit Oklahoma City verbindet, führt durch das Zentrum der Jefferson Township. Durch den Norden der Township verläuft die Missouri State Route 100; die Missouri State Route 366, die auf einem Teil der Strecke der alten Route 66 verläuft, bildet die südliche Begrenzung der Township. Bei allen weiteren Straßen innerhalb der Township handelt es sich um innerstädtische Verbindungsstraßen.
In der Jefferson Township liegt der westliche Endpunkt der Blue Line des MetroLink genannten Light rail-Nahverkehrssystems des Ballungsgebietes um St. Louis.
Durch die Jefferson Township verläuft eine Eisenbahnlinie der BNSF Railway von St. Louis in südwestlicher Richtung, über die auch Personenfernzüge von Amtrak verkehren.
Der Lambert-Saint Louis International Airport liegt rund 20 km nördlich der Jefferson Township.

## Demografische Daten
Nach der Volkszählung im Jahr 2010 lebten in der Jefferson Township 35.927 Menschen in 14.900 Haushalten. Die Bevölkerungsdichte betrug 1575,7 Einwohner pro Quadratkilometer. In den 14.900 Haushalten lebten statistisch je 2,34 Personen.
Ethnisch betrachtet setzte sich die Bevölkerung zusammen aus 93,8 Prozent Weißen, 2,6 Prozent Afroamerikanern, 0,1 Prozent amerikanischen Ureinwohnern, 1,8 Prozent Asiaten sowie 0,4 Prozent aus anderen ethnischen Gruppen; 1,2 Prozent stammten von zwei oder mehr Ethnien ab. Unabhängig von der ethnischen Zugehörigkeit waren 7 Prozent der Bevölkerung spanischer oder lateinamerikanischer Abstammung.
23,6 Prozent der Bevölkerung waren unter 18 Jahre alt, 59,2 Prozent waren zwischen 18 und 64 und 17,2 Prozent waren 65 Jahre oder älter. 53,3 Prozent der Bevölkerung war weiblich.
Das mittlere jährliche Einkommen eines Haushalts lag bei 71.498 USD. Das Pro-Kopf-Einkommen betrug 38.193 USD. 8,3 Prozent der Einwohner lebten unterhalb der Armutsgrenze.

## Ortschaften
Die Bevölkerung der Jefferson Township lebt in folgenden Ortschaften:
Citys
- Glendale
- Shrewsbury1
- Warson Woods
- Webster Groves2

Village
- Marlborough3

1 – teilweise in der Gravois Township

2 – teilweise in der Clayton Township

3 – überwiegend in der Gravois Township